# Fastelavnsbolle
 Denne artikel omhandler overvejende eller alene danske forhold. Hjælp gerne med at gøre artiklen mere almen.
En fastelavnsbolle er en type bagværk, som man oprindelig spiste i dagene op til fasten, der varede 40 dage fra askeonsdag til påskedag. 
Fastelavnsboller findes i mange varianter. De kan være lukkede boller med fyld, flækkede boller med fyld, boller med fordybning til fyld eller bagt i muffinforme. Ifølge opskriften på gammeldags fastelavnsboller fra Kogebog for smaa Husholdninger (den første kommercielle kogebog i Danmark), som blev udgivet første gang i 1837 af Anne Marie Mangor (også kendt som Madam Mangor) bestod bollerne hovedsageligt af en hvedemelsdej iblandet rosiner, appelsinskal, kardemomme og creme.
I dag kan man ofte købe fastelavnsboller lavet som gærboller af hvedemel, som vandbakkelser eller wienerbrød, der er flækkede og med forskellige former for fyld, f.eks. kagecreme, remonce, frugtkompot, syltetøj eller flødeskum, og de kan være pyntet med flormelis eller glasur.
Der findes dog også en 'åben' type fastelavnsbolle, der minder om en spandauer, men hvor fyldet er syltetøj eller kagecreme.
Generelt er salget af fastelavnsboller i Danmark øget markant siden omkring 2017. Enkle fastelavnsboller koster 15—25 kr i Jylland, og luksus-fastelavnsboller koster omkring 50 kr i København.